# Georgien i olympiska vinterspelen 1998
Georgien deltog med fyra deltagare vid de olympiska vinterspelen 1998 i Nagano. Ingen av landets deltagare erövrade någon medalj.

## Alpin skidåkning
- Levan Abramishvili
- Sofia Akhmeteli
- Zurab Dzhidzhishvili

## Backhoppning
- Kakha Tsakadze